# Culex theileri
Culex theileri är en tvåvingeart som beskrevs av Theobald 1903. Culex theileri ingår i släktet Culex och familjen stickmyggor. Inga underarter finns listade i Catalogue of Life.